# منسفیلد پارک (فیلم)
منسفیلد پارک (انگلیسی: Mansfield Park) فیلمی در ژانر رمانتیک است که در سال ۱۹۹۹ منتشر شد.

## بازیگران
- فرانسیس اوکانر
- جیمز پیروفوی
- جانی لی میلر
- امبت دیویتس
- آلساندرو نیوولا
- هارولد پینتر
- آملیا وارنر
- آنا پاپپلول
- هانا تیلور-گوردون
- هیلتون مک‌ری
- هوگو بونوویل
- لینزی دانکن
- شیلا گیش
- سوفیا مایلز
- ویکتوریا همیلتون